# Soulier d'or belge 1968
Le Soulier d'or 1968 est un trophée individuel, récompensant le meilleur joueur du championnat de Belgique sur l'ensemble de l'année 1968. Ceci comprend donc à deux demi-saisons, la fin de la saison 1967-1968, de janvier à juin, et le début de la saison 1968-1969, de juillet à décembre.

## Lauréat
Il s'agit de la quinzième édition du trophée, remporté par le buteur de Saint-Trond Odilon Polleunis. Il est le premier, et à ce jour le seul joueur du club à remporter le trophée. Il devient également international la même année, réalisant notamment un hat-trick face à la Finlande. Il devance assez confortablement son dauphin, l'ailier du Standard de Liège Léon Semmeling. Le gaucher du Racing White Jean Dockx complète le podium. À nouveau, et malgré un cinquième titre consécutif, le premier joueur du RSC Anderlecht n'est que quatrième.

## Top 5
| Place | Joueur           | Nationalité | Club(s)           | Points |
| ----- | ---------------- | ----------- | ----------------- | ------ |
| 1.    | Odilon Polleunis |             | Saint-Trond       | ??     |
| 2.    | Léon Semmeling   |             | Standard de Liège | ??     |
| 3.    | Jean Dockx       |             | Racing White      | ??     |
| 4.    | Johan Devrindt   |             | RSC Anderlecht    | ??     |
| 5.    | Jean Trappeniers |             | RSC Anderlecht    | ??     |